# Vincent Nsengiyumva
Vincent Nsengiyumva (Rwaza, Ruanda, 10 de febrero de 1936 - Kabgayi, Ruanda, 7 de junio de 1994) fue un prelado ruandés de la Iglesia católica que se desempeñó como arzobispo de Kigali desde 1976 hasta su muerte.
Nacido en Rwaza, fue ordenado al sacerdocio el 18 de junio de 1966. El 17 de diciembre de 1973, Nsengiyumva fue nombrado obispo de Nyundo por el Papa Pablo VI en sustitución de Aloys Bigirumwami, que había dimitido. Recibió su consagración episcopal el 2 de junio de 1974 de manos del cardenal Laurean Rugambwa , con el obispo Aloys Bigirumwami y el arzobispo André Perraudin como co-consagradores. Más tarde fue nombrado primer arzobispo deKigali el 10 de abril de 1976.
Dentro del gobierno de Ruanda, Nsengiyumva se desempeñó como presidente del comité central del Movimiento Nacional Republicano para la Democracia y el Desarrollo durante catorce años, hasta que la Curia Vaticana intervino en 1990, ordenándole que se retirara de cualquier participación política.  El Movimiento Nacional Republicano para la Democracia y el Desarrollo fue el partido gobernante dominado por los hutus en Ruanda entre 1975 y 1994.
Nsengiyumva era amigo personal del entonces presidente de Ruanda, Juvenal Habyarimana cuyo broche de retrato llevaba mientras daba misa  y era el confesor de su esposa Agathe Habyarimana quien asistia a su capilla.
El 7 de junio de 1994, a la edad de 58 años, fue asesinado cerca del centro de la iglesia de Kabgayi con dos obispos, diez sacerdotes y un niño, por miembros del Frente Patriótico Ruandés dominado por los tutsis, que dijeron haber creído que los prelados estaban involucrados en el asesinato de sus familias.